# Élections sénatoriales de 2004 en Tarn-et-Garonne
Les élections sénatoriales en Tarn-et-Garonne ont eu lieu le dimanche 26 septembre 2004. Elles ont eu pour but d'élire les sénateurs représentant le département au Sénat pour un mandat de dix années.

## Contexte départemental
Lors des élections sénatoriales du 24 septembre 1995 en Tarn-et-Garonne, deux sénateurs Radical ont été élus, Jean-Michel Baylet et Yvon Collin.
Depuis, tous les effectifs du collège électoral des grands électeurs ont été renouvelés, avec les élections législatives françaises de 2002, les élections régionales françaises de 2004, les élections cantonales de 2001 et 2004 et les élections municipales françaises de 2001.

## Sénateurs sortants
| Sénateur | Sénateur           | Parti | Fonctions lors de l'élection en 1995                  |
| -------- | ------------------ | ----- | ----------------------------------------------------- |
|          | Jean-Michel Baylet | PRG   | Président du conseil général, maire de Valence-d'Agen |
|          | Yvon Collin        | PRG   | Sénateur sortant, maire de Caussade                   |

## Présentation des candidats et des suppléants
Les nouveaux représentants sont élus pour une législature de 10 ans au suffrage universel indirect par les 612 grands électeurs du département. En Tarn-et-Garonne, les sénateurs sont élus au scrutin majoritaire à deux tours. Leur nombre reste inchangé, 2 sénateurs sont à élire. Ils sont 10 candidats dans le département, chacun avec un suppléant.
| T/S | Candidats | Candidats               | Parti | Principale fonction                                                               |
| --- | --------- | ----------------------- | ----- | --------------------------------------------------------------------------------- |
| T   |           | Yves Vidaillac          | EXG   |                                                                                   |
| S   |           |                         | EXG   |                                                                                   |
| T   |           | Hugues Bauchy           | PCF   |                                                                                   |
| S   |           |                         | PCF   |                                                                                   |
| T   |           | Marie-Claude Bouyssi    | PCF   |                                                                                   |
| S   |           |                         | PCF   |                                                                                   |
| T   |           | Jean-Michel Baylet      | PRG   | Sénateur sortant, président du conseil général, président de la CC des Deux Rives |
| S   |           |                         | PRG   |                                                                                   |
| T   |           | Yvon Collin             | PRG   | Sénateur sortant, maire de Caussade                                               |
| S   |           |                         | PRG   |                                                                                   |
| T   |           | Robert Lagrèze          | DVD   |                                                                                   |
| S   |           |                         | DVD   |                                                                                   |
| T   |           | Martine Besse-Bournazel | UMP   |                                                                                   |
| S   |           |                         | UMP   |                                                                                   |
| T   |           | Alain Gabach            | UMP   |                                                                                   |
| S   |           |                         | UMP   |                                                                                   |
| T   |           | Philippe Riey           | FN    |                                                                                   |
| S   |           |                         | FN    |                                                                                   |
| T   |           | Dominique Fevre         | MNR   |                                                                                   |
| S   |           |                         | MNR   |                                                                                   |

## Résultats
|                | Yvon Collin             | PRG            | 365 | 61,97  |  |  |
|                | Jean-Michel Baylet      | PRG            | 354 | 60,10  |  |  |
|                | Alain Gabach            | UMP            | 148 | 25,13  |  |  |
|                | Martine Besse-Bournazel | UMP            | 119 | 20,20  |  |  |
|                | Robert Lagrèze          | DVD            | 79  | 13,41  |  |  |
|                | Hugues Bauchy           | PCF            | 29  | 4,92   |  |  |
|                | Marie-Claude Bouyssi    | PCF            | 25  | 4,24   |  |  |
|                | Philippe Riey           | FN             | 7   | 1,19   |  |  |
|                | Yves Vidaillac          | EXG            | 5   | 0,85   |  |  |
|                | Dominique Fevre         | MNR            | 0   | 0,00   |  |  |
|                |                         |                |     |        |  |  |
| Inscrits       | Inscrits                | Inscrits       | 612 | 100,00 |  |  |
| Abstentions    | Abstentions             | Abstentions    | 5   | 0,82   |  |  |
| Votants        | Votants                 | Votants        | 607 | 99,18  |  |  |
| Blancs et nuls | Blancs et nuls          | Blancs et nuls | 18  | 2,97   |  |  |
| Exprimés       | Exprimés                | Exprimés       | 589 | 97,03  |  |  |